# Jean Shrimpton
Jean Rosemary Shrimpton (High Wycombe, 7 novembre 1942) è una supermodella e attrice britannica, soprannominata The Shrimp (traducibile in italiano come il gamberetto).

## Biografia
Dopo essersi diplomata presso la scuola di modelle di Lucie Clayton nel 1960, all'età di 17 anni, Jean Shrimpton comparve sulle copertine di Vogue, Harper's Bazaar e Vanity Fair già l'anno seguente. Nel 1965 un suo abito corto, disegnato da Colin Rolfe, indossato durante il Victoria Derby, attirò grande attenzione su di lei da parte dei media. Grazie alla popolarità ottenuta, nel 1967 venne scritturata per recitare nel film Privilege di Peter Watkins, al fianco di Paul Jones.
In seguito lavorò soprattutto come modella, apparendo nelle campagne pubblicitarie della Revlon, dei Corn flakes, e del profumo Chanel No. 19 dell'omonima casa di moda. Fino a metà anni settanta, continuò ad apparire in copertina su importanti riviste di moda, tra cui Elle, Vogue, Harper's Bazaar. Nel 1979 sposò il fotografo Michael Cox, dal quale ha avuto un figlio nel 1981. Insieme gestiscono un albergo a Penzance, in Cornovaglia.

## Agenzie
- Ford Models - New York